# Gioja (cràter)

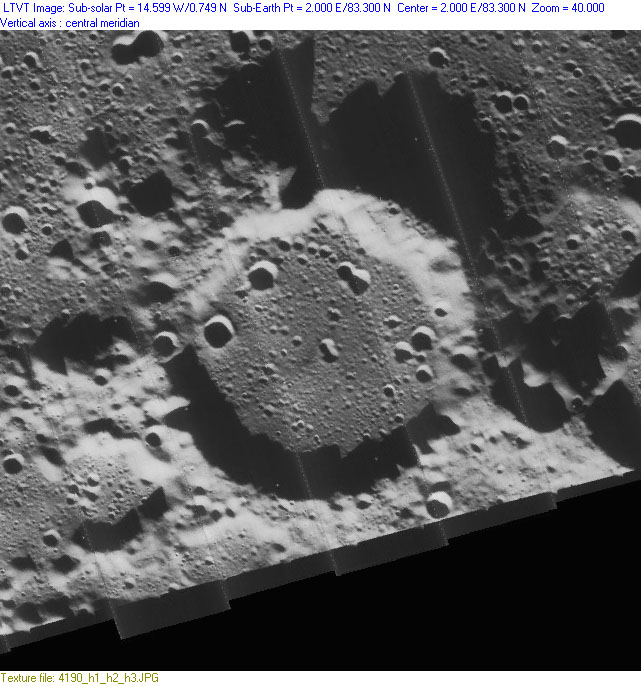
Una altra imatge de la missió Lunar Orbiter 4

Gioia és un cràter d'impacte que es troba en les proximitats del pol nord de la Lluna, molt prop de l'extremitat nord, per la qual cosa és difícil d'observar amb detall des de la Terra. El cràter es troba al costat de la vora meridional del cràter de major grandària Byrd, una formació de parets baixes. Al sud-sud-est apareix el cràter Main.
La vora de Gioia és gairebé circular, encara que apareix lleugerament desgastada i erosionada. Les rampes exteriors del brocal han estat modificades per impactes posteriors, particularment al llarg del costat occidental. La vora aconsegueix el seu punt més alt en el nord-oest, on ha estat reforçat per la vora del cràter Byrd i per altres formacions anteriors desaparegudes. El sòl interior és gairebé pla, amb una petita rima que s'estén des del punt mitjà fins al bord nord-nord-est, i amb diversos cràters petits que marquen la seva superfície, dos d'ells prop de la paret interna-oest nord-oest.
Porta el nom de l'inventor italià Flavio Gioia.